# Cò cò

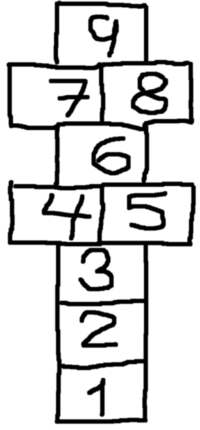
Sân chơi

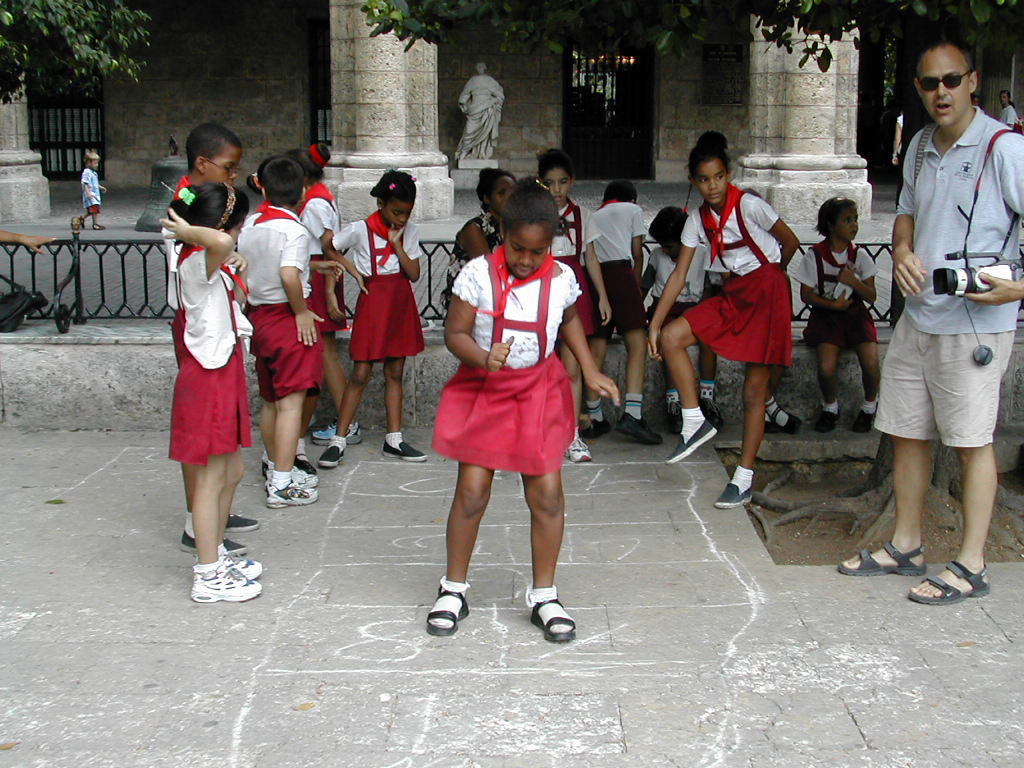
Trẻ em ở Cuba chơi cò cò

Cò Cò hay lò cò là một trò chơi dân gian, được cho là đã có từ thời La Mã cổ đại, từ thời Trung Cổ, rất thông dụng và có ảnh hoạ trên các giáo đường. Trò chơi này rèn luyện người mới chơi tập trung giữ thăng bằng, nâng cao sự khéo léo và tính toán.
Thường thấy trẻ em thả chân nhảy cò cò trên khoảnh sân gạch, đất, cát nhám hay vỉa hè lấp xấp. Dùng viên phấn, cục than hay đầu cây nhọn ấn tới hằn rõ những đường kẻ thẳng giao nhau tạo các ô vuông, ra sơ đồ đường, mức đi cò cò. Các ô vẽ rộng vừa đủ sức người chơi lấy đà bật một lần có thể nhảy qua ô khác.
Chọn vẽ một trong các kiểu sơ đồ sau để chơi: Cò cò đơn; Cò cò đôi; Cò cò sủn; Cò cò ốc sên.

## Hình thức chơi
Trước tiên người chơi tự chọn lấy " Chàm" cho mình. Đó là viên sỏi, mảnh gạch hay sứ vỡ, đồng tiền, v.v. thảy vào ô đầu tiên, không cho chạm vào nét kẻ hoặc nảy ra ngoài, nhảy đi qua khắp các ô, bỏ qua ô có chàm trong đó. Trật tự hướng đi được đánh số thứ tự trong từng ô (Hoặc không cần ghi do người chơi thông báo cho nhau và ngầm nhớ), nhảy đứng một chân vào ô đơn, bất kỳ chân nào, không để té mất thăng bằng, không giẫm vào đường kẻ, chỉ sử dụng một chân để xoay trở mũi và bật đi tiếp. Không dừng lại chậm quá 60", tới hai ô sát nhau nhảy dang hai chân đứng bẹp trong hai ô, chân phải trong ô phía phải, chân trái ở ô phía trái. Vòng về đứng ở ô gần ô có chàm nhất, cúi lấy tay lượm chàm, nhảy ra khỏi vòng và hoàn thành một mức. Khi đang di chuyển mà mắc lỗi phạm qui, người chơi phải dừng lại ra ngoài nhưng chàm để nằm lại trong ô ở mức vừa hoàn tất.
Thay vì cúi lượm, có thể cò vào ô chứa chàm, dùng chân sủn nó ra ngoài vòng.
Tiếp tục tung chàm vào mức kế tiếp và đi lập lại kiểu như vậy cho tới khi xong mức chót tới lượt cất nhà. Sau khi tung đồng chàm ngược ra sau lưng, nó rớt vào ô nào, ô đó được đánh dấu là " Nhà". Người khác cò hay tung chàm vào sẽ bị phạt. Còn chủ nhân vào nhà theo kiểu nào cũng được. Tuy vậy, điều này có thể thay đổi và được giao khó hơn như: Cò vào nhà cháy nhà.
Cuộc chơi cho phép người chơi yếu có thể bắt cặp với một người chơi giỏi nhằm giúp mau cất nhà. Vì được hưởng quyền theo mức cao nhất của người mình.
Với cò cò đôi, nếu một trong hai phạm qui, người kia còn tiếp tục đi tiếp hay dừng lại tuỳ theo luật đã giao

## Số người
Không giới hạn. Một người hay tối đa 5 người chơi chung một sân chơi, vì dễ dàng vẽ ô cò khác để người chơi khỏi phải đứng chờ lâu quá mới đến lượt.

## Kết quả
Người chơi quy định.

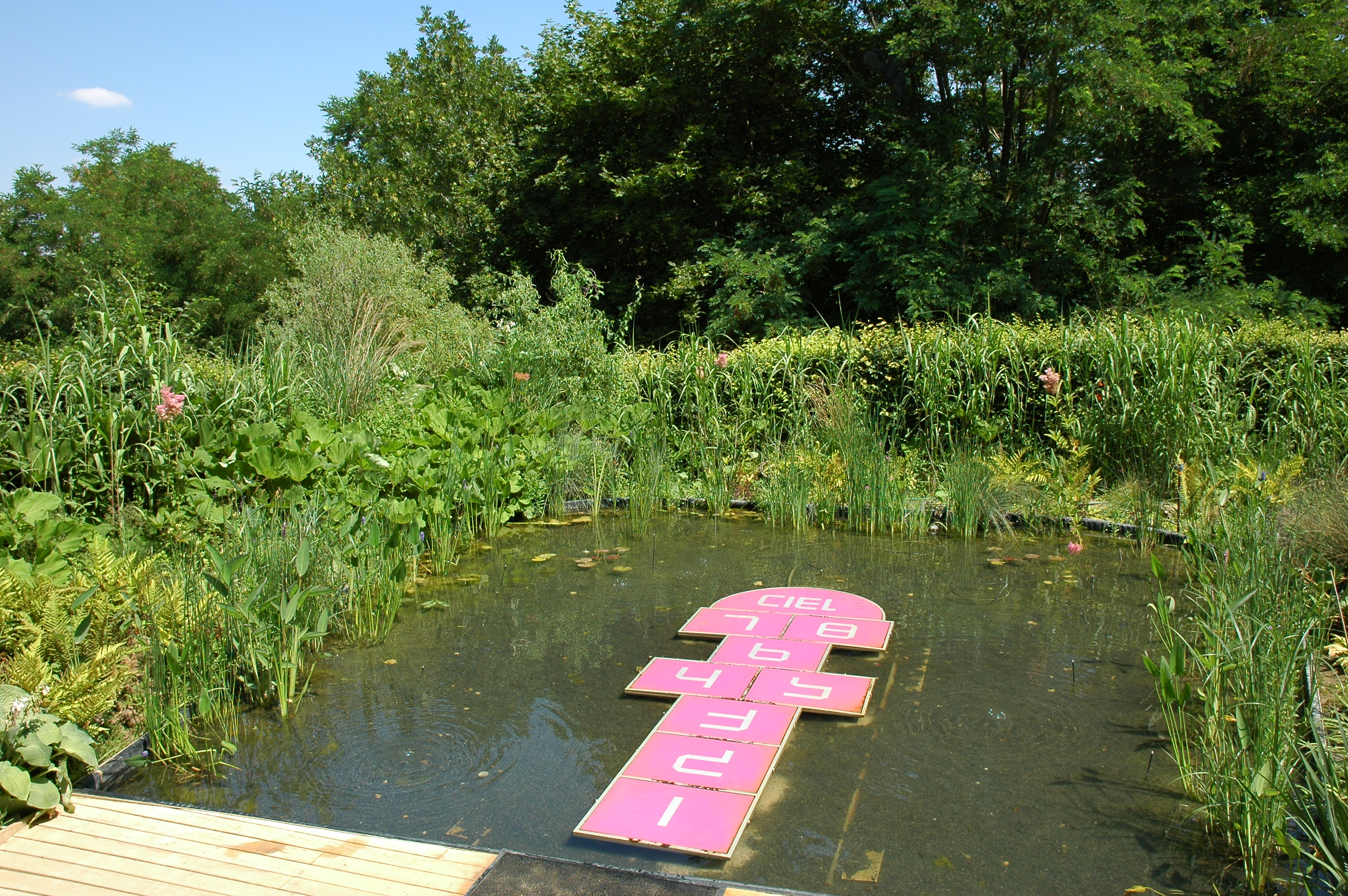
Bản cò cò trên nước tại một khu vườn ở Pháp

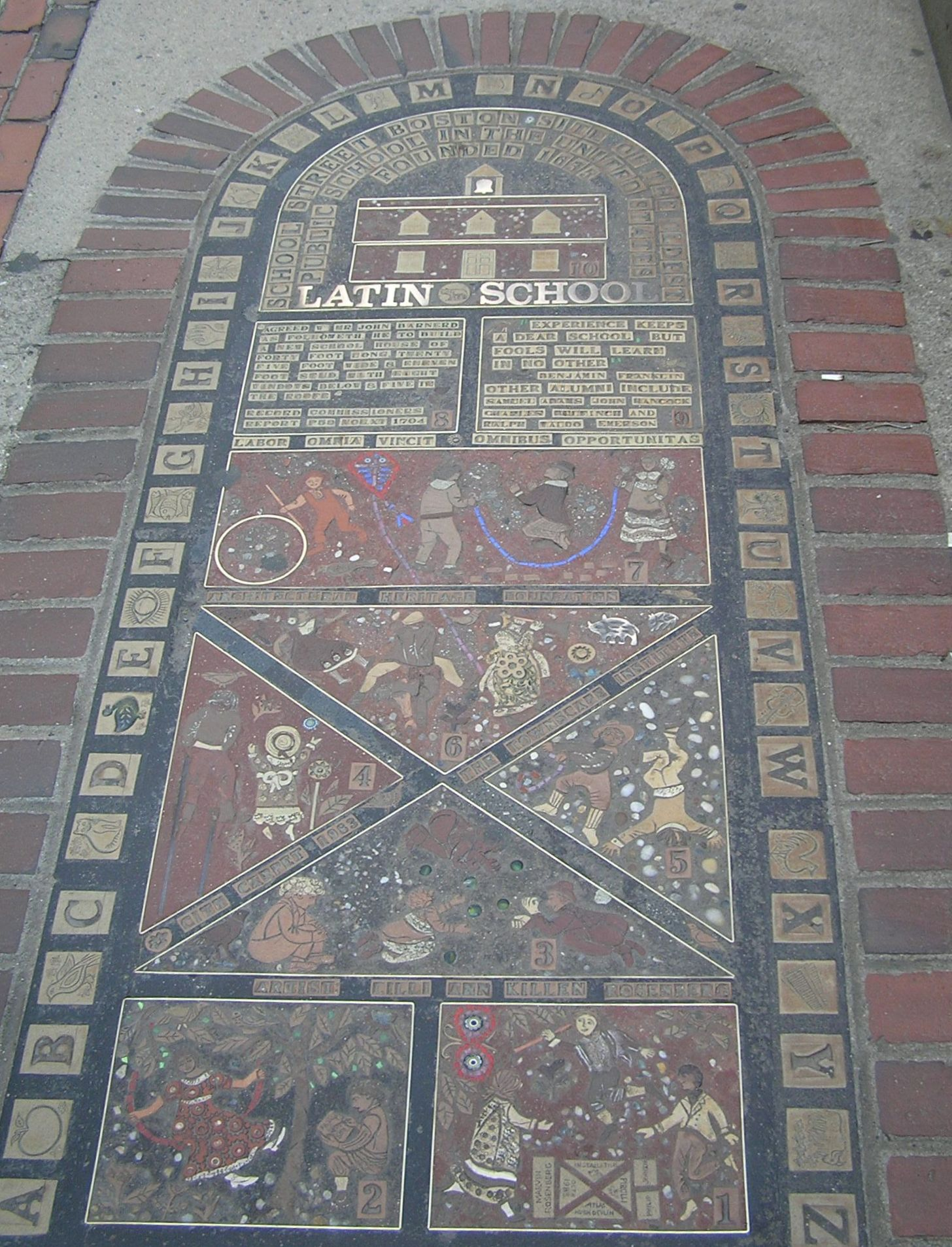
Một bản cò cò cổ tại một trường học ở Boston

Khi hầu hết các ô đã là nhà, người thắng cuộc có nhiều nhà hơn các người khác, phần thưởng đại loại: Ngồi trên kiệu tay đi vài vòng; Được các bạn lần lượt cõng đi một quãng đường ngắn; Hoặc có thêm vài món vật lạ vào trong bộ sưu tập của mình do các bạn phải nộp chuộc....

## Một số quy định
Trong cuộc, người chơi tuân theo những quy tắc căn bản, còn có thể thêm những giao ước khó hơn, dưới đây là quy tắc chơi ở Việt Nam:
- Không thảy chàm vào ô có nhà, đụng chàm nhau hay lấy nhầm chàm; Không được thay chàm trong khi chơi.
- Không thay đổi chân cò trong suốt lượt đi; Không chống hai tay hoặc chụm đứng hai chân cúi lượm chàm, không chạm tay vào đường kẻ, không lượm rơi chàm.
- Khi thảy chàm cất nhà phải xướng lớn: Thảy đất cất nhà Một- Hai- Ba…
- Chỉ được tung chàm không quá ba lần khi cất nhà
- Thảy chàm cất nhà vào nơi nhà mình đã có trước thì bị cháy nhà.
- Miếng sứt ra từ đồng chàm chạm vào đường kẻ cũng bị mất lượt.
- Tăng gấp đôi quãng đường cất nhà bằng cách đi ngược lại các mức.
- Không hoặc được nhẩm miệng theo khi nhảy tương ứng: Cò, cò, bẹp,cò.....